# ایتاک (آریزونا)
ایتاک (به انگلیسی: Itak) یک منطقهٔ مسکونی در ایالات متحده آمریکا است که در آریزونا واقع شده‌است. ایتاک ۷۰۰ متر بالاتر از سطح دریا واقع شده‌است.